# Leonardo Dantas Silva

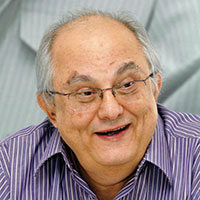
Leonardo Dantas Silva, historiador e pesquisador

Leonardo Dantas Silva (Recife, 10 de dezembro de 1945 – Recife, 11 de novembro de 2023) foi um historiador brasileiro.

## Biografia
Era filho do técnico em máquinas e motores do Porto do Recife, Antônio Machado Gomes da Silva Netto, e da professora Ilídia Barbosa Dantas da Silva. Estudou no Colégio Salesiano do Recife (curso secundário) e formou-se bacharel em Direito na Universidade Católica de Pernambuco no ano de 1969.
Também foi jornalista desde moço. Foi redator do Jornal do Commercio (Recife) e do Diário de Pernambuco, além de Pesquisador do Arquivo Nacional da Torre do Tombo (Portugal) e diversos arquivos da Europa,
Leonardo Dantas também foi diretor do Departamento de Cultura da Secretaria de Educação e Cultura do Estado de Pernambuco, no período compreendido entre 1975 e 1979, além de ter sido o primeiro diretor-presidente da Fundação de Cultura Cidade do Recife entre 1979 e 1983. Também ocupou a Diretoria de Assuntos Culturais da Fundarpe, entre 1983 e 1987, e foi Diretor Geral da Editora Massangana da Fundação Joaquim Nabuco, entre 1987 e 2003,
Organizou diversas promoções na área da Cultura, tais como o Baile da Saudade (1972), o Festival Nacional do Frevo e do Maracatu - Frevança (1979), a Frevioca (1980), e o Carnaval do Recife (1980-1983), dentre outros eventos.

## Obras
Leonardo Dantas Silva foi responsável pela edição de 373 obras, sendo o autor de 31 delas, todas no âmbito dos estudos sociais do Norte e Nordeste do Brasil.
Entre as principais estão: 
- Bandeira de Pernambuco, com prefácio de Marcos Vinícios Villaça (1972)
- Recife: uma história de quatro séculos (1975)
- Pequeno calendário histórico-cultural de Pernambuco (1977)
- Ritmos e danças - frevo (1978)
- Cancioneiro pernambucano. Recife: Departamento de Cultura (1978)
- O Brasil que Nassau conheceu (1979)
- O Piano em Pernambuco (1987)
- A Abolição em Pernambuco (1988)
- Pernambuco Preservado (2002)
- Holandeses em Pernambuco (2005)
- Arruando pelo Recife (2021)[4]

## Morte
Faleceu no dia 11 de novembro de 2023 aos 77 anos.